# Aulacopsis
Aulacopsis is een geslacht van uitgestorven kreeftachtigen uit de klasse van de Ostracoda (mosselkreeftjes).

## Soorten
- Aulacopsis bifissurata Hessland, 1949 †
- Aulacopsis monofissurata Hessland, 1949 †
- Aulacopsis nodosa Hessland, 1949 †
- Aulacopsis simplex (Krause, 1892) †